# Croisy-sur-Andelle
Croisy-sur-Andelle é uma comuna francesa na região administrativa da Normandia, no departamento de Sena Marítimo. Estende-se por uma área de 3,84 km². Em 2010 a comuna tinha 548 habitantes (densidade: 142,7 hab./km²).